# Clubiona terrestris
Clubiona terrestris este o specie de păianjeni din genul Clubiona, familia Clubionidae, descrisă de Westring, 1851. Conform Catalogue of Life specia Clubiona terrestris nu are subspecii cunoscute.